# Insolvență
Insolvența este acea stare a patrimoniului care se caracterizează prin insuficiența fondurilor bănești disponibile pentru plata datoriilor certe lichide și exigibile.
Actualmente valoarea-prag pentru deschiderea procedurii insolvenței (cuantumul minim al creanței, pentru a putea fi introdusă cererea de deschidere a procedurii de insolvență) este de 40.000 lei atât pentru creditori, cât și pentru debitori, pentru creanțe de altă natură decât cele salariale, iar pentru salariați este de 6 salarii medii brute pe economie/salariat.
I. Evoluție - de la fanarioți la perioada contemporană.
1. Legiuirea Caragea (Legiuire a Prea Înălțatului și Prea Pravoslavnicului Domn, și Oblăduitor a toată Ungrovlahia Io Ioan Gheorghe Caragea V.V.), promulgată în anul 1818 în timpul domniei domnitorului fanariot Ioan Gheorghe Caragea trata insolvența în cadrul Capitolului al VIII-lea - pentru împrumutare și datorie:
Art. 15 Când un datornic va mofluzi, să se tragă la judecată, și de va dovedi pagubele sale înființate, să afle dela creditorii lui milostivire; iar de nu, să se învinovățească ca un mofluz prefăcut.
2. Codul Calimach, în cadrul căruia concursualitatea creditorilor în această procedură era definită ca:
urmarea judecătorească după care creditorii unui falit se cheamă la un loc, prin edict, spre limpezirea și dovedirea pretențiilor lor, ca după aceasta să poată împărți aflata avere a falitului între dânșii după analogia clasificației.
Procedura împotriva falitului era deschisă printr-o sentință pronunțată de judecătorie, supusă publicității atât la locul pronunțării cât și în celelalte județe, principalul efect al acestui act de jurisdicție fiind desesizarea falitului și inopozabilitatea față de masa credală a actelor încheiate ulterior de către debitor.
3. Ulterior, reglementări cu privire la faliment au fost edictate și în cadrul Regulamentelor organice (promulgate în anii 1831 – 1832):
Art. 309. Judecătoriia de comerciu va judeca pe lângă acestea toate pârîle câte să pornesc de neguțători înpotriva comisionarilor, factorilor, calfelor și slugilor, precum și pârîle acestora înpotriva aceloră pentru plată de simbrie. 
Judecătoriia de comerciu va judeca asemenea bilanțul și celelalte catastișe ale mofluzului neguțător și va cerceta datoriile ce cer dela dânsul, va prețui lucrurile ce da el spre plata datornicilor săi.
Trebunalul comerției (neguțătoresc) și îndatorirea sa
Art. 333. Spre înlesnirea și siguranția negoțului să va așăza un tribunal de comerție în oraqul Eșii, alcătuit de cinci mădulari: adică de trii boeri, din care unul va fi prezedent și de doi neguțitori din cei mai întai, mai vechi și mai însămnați, atât întru purtările cele bune, cat și întru știința rânduelilor și a iconomiel.
Art. 337. In sfârșit ei vor cerceta: a) Bilanțul și izvoadile neguțitoriului bancrut sau mofluz, siguripsirea și adeverirea datoriilor.
4. Instituția falimentului s-a bucurat de o reglementare mult mai amplă în primul Cod Comercial Român intrat în vigoare în anul 1887. 
De inspirație italiană, primul Cod Comercial trata mult mai amplu falimentul comercianților, alocându-i Cartea a III-a Despre faliment și două sute cincizeci trei de articole (art. 695 – art. 888, art. 936 - 994).
De menționat este faptul că, prin abrogarea Codului Comercial și preluarea de către Codul Civil a titlului de drept comun în această materie, legiuitorul favorizând astfel concepția monistă, a dispărut totodată și distincția clasică dintre dintre raporturile civile și cele comerciale, această modificare nu a avut vreun efect substanțial asupra dreptului insolvenței.
5. Extras din ansamblul normelor de drept comun în materia dreptului comercial, falimentul și, în premieră, reorganizarea judiciară s-au bucurat de un întreg act normativ dedicat acestora: Legea 64/1995 privind procedura reorganizării judiciare și a falimentului. 
6. La unsprezece ani de la prima lege care trata în exclusivitate falimentul, a fost promulgată Legea 85/2006 care, pentru prima dată, îngloba terminologic reorganizarea judiciară și falimentul sub denumirea generică de insolvența judiciară.
7. În cele din urmă, în anul 2014 a fost adoptată Legea nr. 85 privind procedurile de prevenire a insolvenței și de insolvență, act normativ în vigoare în prezent și care reglementează la acest moment insolvența profesioniștilor (conform definiției uzitată de Codul Civil).
Supranumită și Codul Insolvenței (deși ca tehnică de legiferare nu este un veritabil cod/codex întrucât elaborarea sa nu a implicat o colectare și restatuare a cvasi-majorității dispozițiilor legale în materia insolvenței), Legea 85/2014 a tratat într-o manieră mult mai profundă acest subiect, fie nuanțând texte interpretabile din legislația precedentă, fie consacrând instituții și proceduri cu totul noi.

II. Scopul procedurii de insolvență
Scopul procesului de insolvență este instituirea unui proceduri colective pentru acoperirea pasivului debitorului, cu acordarea, atunci când este posibil, a șansei de redresare a activității acestuia.
Spre deosebire de procedura de executare silită reglementată de Codul de procedură civilă, insolvența se distinge prin instituirea unui caracter colectiv în cadrul căreia toți creditorii concurează la satisfacerea drepturilor de creanță cu acordarea șansei de redresare a activității debitorului ori de câte ori este posibil.

III. Organele care aplică procedura
Potrivit Legii 85/2014 procedura insolvenței este pusă în aplicare de către: instanțele judecătorești, judecătorul-sindic, administratorul judiciar și lichidatorul judiciar.
1. Instanțele judecătorești – cererea de deschidere a procedurii insolvenței (promovată de către debitorul insolvent sau creditor) este de competența tribunalului în a cărui circumscripție debitorul și-a avut sediul social/profesional cel puțin 6 luni anterior datei sesizării instanței.
Apelurile în materia insolvenței sunt de competența curții de apel în a cărei circumscripție se află tribunalul pe rolul cărui este dosarul de insolvență.
2. Judecătorul-sindic – este magistratul specializat pentru exercitarea controlului judecătoresc al procedurii de insolvență. 
Inițial, în primele reglementări, atribuțiile acestuia se identificau cu cele ale actualului administrator sau lichidator judiciar, în fapt sindicul fiind asimilat unui funcționar însărcinat cu administrarea și valorificarea bunurilor falitului. 
Astfel în prima perioadă de aplicare a Codului comercial din anul 1887, administrarea falimentului era încredințată unui mandatar al creditorilor, cel mai adesea avocat. Prin modificările aduse de Legea din 20 iunie 1895, sindicul a devenit judecător-sindic, magistrat profesionist asimilat judecătorilor de ședință și judecătorilor de instrucție.
Abia ulterior sindicul s-a transformat într-o instanță de judecată cu rol și atribuții specifice, limitate la controlul de legalitate asupra procedurii de insolvență, managementul și deciziile de oportunitate fiind transferate administratorului sau lichidatorului judiciar.
3. Administratorul judiciar – este persoana de specialitate care deține calitatea de practician în insolvență și care are atribuții specifice în etapele de observație și reorganizare din cadrul procedurii de insolvență.
4. Lichidatorul judiciar – este persoana de specialitate care deține calitatea de practician în insolvență și care are atribuții specifice în etapa de faliment din cadrul procedurii de insolvență.

IV. Participanții la procedura insolvența
1. Adunarea creditorilor 
Creditorii participă la procedură în mod individual, în măsura permisă de drepturile aferente creanței lor, cât și în mod colectiv, prin adunarea creditorilor. 
Adunarea creditorilor ca organ colegial are o paletă largă de atribuții, considerându-se în general că exercită prerogativa cea mai importantă de decizie cu privire la procedura de insolvență în ansamblu. Exempli gratia: decide cu privire la aprobarea sau respingerea planului de reorganizare, cu privire la demararea procedurii de valorificare, modalitatea aleasă pentru vânzare precum și regulamentul de desfășurare, confirmarea sau infirmarea practicianului în insolvență desemnat de către judecătorul sindic pentru exercitarea mandatului de administrator sau lichidator judiciar etc.
Ca idee de ansamblu, deciziile manageriale ale administratorului judiciar, lichidatorului judiciar sau debitorului care și-a păstrat dreptul de administrare pot fi controlate sub aspectul oportunității de către adunarea creditorilor.
2. Comitetul creditorilor
Pe lângă adunarea creditorilor, celălalt organ colegial în cadrul căruia o parte a creditorilor își pot exercita drepturile procedurale conferite de creanțelor lor, îl reprezintă comitetul creditorilor.
Cu o componență de 3 sau 5 membri, numărul impar fiind o necesitate generată de modul în care se adoptă deciziile, respectiv majoritatea simplă din numărul total de membri (n.a. formulare ușor imprecisă), comitetul creditorilor va acționa ca un precursor al adunării creditorilor.
Totuși, desemnarea comitetului creditorilor nu este obligatorie. Dacă din cauza numărului mic de creditori sau imposibilitatea adoptării unei decizii cu privire la desemnare și componență, atribuțiile acestuia vor putea fi preluate de către adunarea creditorilor.
Existența sa are un scop teleologic, determinat de necesitatea asigurării principiului celerității care guvernează întreaga procedură a insolvenței. Astfel, spre deosebire de adunarea creditorilor care este ținută de un formalism mult mai strict (cu referire la convocare, dezbatere a ordinii de zi și adoptare a hotărârilor) comitetul este un organ mai suplu și cu atribuții mult mai specializate.  
3. Administratorul special
Administratorul special este persoana fizică sau juridică desemnată de adunarea generală a acționarilor/asociaților/membrilor debitorului, împuternicită să le reprezinte interesele în procedură și, atunci când debitorului i se permite să își administreze activitatea, să efectueze, în numele și pe contul acestuia, actele de administrare necesare.
Reglementată pentru prima dată în sistemul nostru legislativ în domeniul bancar (O.U.G. nr. 137/2001), instituția administratorului special a fost introdusă în carul insolvenței prin Legea 85/2006 cu scopul de a oferi reprezentativitate debitorului atât în cadrul procedurii judiciare (in court), cât și pentru desfășurarea operațiunilor curente specifice obiectului de activitate (out of court), în perioada de observați și de reorganizare regula fiind business as usual.

V. Etapele procedurale care alcătuiesc insolvența judiciară
1. Perioada de observație este perioada cuprinsă între data deschiderii procedurii insolvenței și data confirmării planului de reorganizare sau, după caz, a intrării în faliment.
2. Reorganizarea judiciară este procedura ce se aplică debitorului în insolvență, persoană juridică, în vederea achitării datoriilor acestuia, conform programului de plată a creanțelor. 
Procedura de reorganizare presupune întocmirea, aprobarea, confirmarea, implementarea și respectarea unui plan, numit plan de reorganizare
3. Procedura falimentului, parte a procedurii de insolvență, se aplică debitorului în vederea lichidării averii acestuia pentru acoperirea pasivului, urmată de radierea debitorului din registrul în care este înmatriculat.